# Farsang György (szobrász)
Farsang György (Babócsa, 1901. július 12. – Budapest, 1963. január 27.) szobrász.

## Életrajza
Tanulmányait magániskolában végezte, mesterei Fülöp Elemér és Telcs Ede voltak. 1931-ben Szófiában volt kőszobrász, utána két évig Isztambulban és Ankarában dolgozott. Alkotásaival 1938-tól szerepelt a Műcsarnok csoportos kiállításain, majd a második világháborút követően 1948-tól az Óbudai Kultúrnapokon állított ki.

## Válogatott csoportos kiállítások
- 1939 • Horthy jubileumi kiállítás, Műcsarnok, Budapest
- 1940 • Tavaszi Tárlat, Műcsarnok, Budapest
- 1942 • Magyar Művészetért, Műcsarnok, Budapest
- 1943 • Téli kiállítás, Műcsarnok, Budapest
- 1944 • Tavaszi Tárlat, Műcsarnok, Budapest
- 1947 • I. Zsűrimentes kiállítás, Nemzeti Szalon, Budapest
- 1948 • Óbudai Kultúrnapok kiállítása, Budapest
- 1949 • Hét festő egy szobrász, Budapest, Andrássy út 69.
- 1950 • 1. Magyar Képzőművészeti kiállítás, Műcsarnok, Budapest
- 1981 • Ló és lovas a magyar képzőművészetben, Szántódpuszta (Magyar Nemzeti Galéria rend.)

## Köztéri művei
- Móricz Zsigmond [Trapli Istvánnal és Makrisz Agamemnonnal] (mellszobor, kő, 1951, Városliget)
- Domborművek (kő, 1954, Pillangó u. 32. és a Kerepesi úti ltp házain)
- Épületdombormű (gipsz, stukkó, 1956, Budapest, Bocskai u. 16.)
- Fiú hallal (bronz, 1962, Kaposvár, Megyei Kórház kertje)

## Művek közgyűjteményekben
- Magyar Nemzeti Galéria, Budapest